# Berneuxia
Berneuxia là một chi thực vật có hoa trong họ Diapensiaceae.

## Loài
Chi Berneuxia gồm các loài: